# Вестон (Џорџија)
Вестон (Џорџија) (енгл. Weston) град је у америчкој савезној држави Џорџија. По попису становништва из 2010. у њему је живело . становника.

## Демографија
Према попису становништва из 2000. у граду је живело 75 становника.
| Група             | 2000.      | 2010.  |
| Белци             | 61 (81,3%) | . (.%) |
| Афроамериканци    | 14 (18,7%) | . (.%) |
| Азијати           | 0 (0,0%)   | . (.%) |
| Хиспаноамериканци | 0 (0,0%)   | . (.%) |
| Укупно            | 75         | .      |